# 索尼克X-Treme
《索尼克X-Treme》是由世嘉技术开发研究所（英文缩写STI）在1994年至1996年间先后为Super 32X和世嘉土星所开发的一款平台游戏，期间也曾在Windows平台上进行开发，在开发前期的项目代号为《索尼克火星》。其最初被计划为刺猬索尼克系列中的首款全3D游戏，之后又被计划为世嘉土星上的首款独占索尼克游戏，并改以可旋转的游戏场景和开放式关卡为特点。这款游戏的开发过程极为艰辛，过程历经平台切换、引擎更换和重新制作，同时受到世嘉公司内部问题的严重影响。最终，在主要开发人员接连辞职和病倒后，世嘉在1996年中止开发这款游戏，并最终在1997年初宣布取消该作。《X-Treme》的取消导致世嘉土星上没有任何原生《索尼克》系列正作游戏，这对土星造成了不小的打击。

## 内容、玩法机制与特色

X-treme主要关卡部分的游戏画面，图中央的蓝色圆球即为旋转冲刺状态下的索尼克，图中所示关卡为“翡翠溪谷”，可以看到游戏独特的鱼眼镜头和随索尼克的移动而旋转的场景。

《索尼克X-Treme》是平台游戏，玩家操纵主角索尼克通过游戏关卡。游戏关卡呈开放式，围绕固定重心旋转，当索尼克旋转冲刺时，整个关卡场景以及重力方向也会随之旋转，索尼克可以藉此冲上墙壁，到达原本是天花板的地方。而在选择索尼克作为游戏角色的情况下，游戏会以鱼眼镜头的形式显示关卡，以使玩家拥有更广阔的视野。在本作中，玩家可以自由的漫游关卡，不受线性路径的限制。在早期计划当中，除了主角索尼克之外，玩家还可以操控另外三名角色，分别是塔尔斯、纳克鲁斯以及新角色蒂亚拉，每位角色都有自己独特的游玩模式：当玩家操纵塔尔斯时，会以第一人称飞行模式进行游戏；操纵纳克鲁斯时，则会在第三人称俯视视角下进行游戏；操纵蒂亚拉时，则会在传统的横向卷轴模式下进行游戏。虽然《X-Treme》身为3D游戏，但角色却使用精灵图制作。不过，在主要开发人员之一克里斯·柯芬的坚持下，所有头目都采用另行制作的3D模型。除了系列传统的旋转冲刺之外，开发团队还为索尼克打造了三个新技能：投掷金环（Ring Throw）、旋转空斩（Spin Slash）以及直线疾驰（Sonic Streak），其中旋转空斩由于和旋转冲刺过于相似，而在开发后期被删除。
依项目初代制作人迈克尔·小坂（Michael Kosaka）的最初计划，《X-Treme》中共有六个区域，但最终开发团队将之缩减为四个区域，即“翡翠溪谷”（Jade Gully）、“水晶霜地”（Crystal Frost）、“红沙”（Red Sands）、“银河堡垒”（Galaxy Fortress）。所有区域均分设三个关卡，各关卡开始和结束时都配有过场动画，其中前两个关卡都会分别布有一个不同的游戏特色，例如冲刺和解谜，第三关则是头目关卡，此外还设有奖励关卡。《X-Treme》的音乐制作人是霍华德·德罗辛，但他只在游戏开发后期创作了寥寥几首音乐，并且直到项目最终取消时，开发团队也从未给《X-Treme》制作过任何音效。不过为激发开发团队和霍华德·德罗辛的灵感，主要开发人员之一克里斯·森恩（Chris Senn）在开发期间制作了大约55首概念音乐。
在《X-Treme》的整个开发周期里，游戏主要剧情亦数次变动。这款游戏最初以“索尼克火星”一名立项时，与另一款索尼克游戏的概念提案一样，基于《刺猬索尼克》动画的故事创作，但最初的剧情设计在不久后又被放弃。后来，克里斯·森恩制作了原创角色蒂亚拉·布博斯基（Tiara Boobowski）。她最初被作为可玩配角之一设计出来，但又随着多个可玩角色的设计被取消而被短暂抛弃，之后又作为索尼克的恋人被加回到游戏当中，最终在游戏开发后期又被再度剔除。在众多版本的故事中，最为知名的是被刊登在杂志宣传文章《索尼克的红鞋日记》中的版本，该版本故事的主要内容是索尼克要阻止系列的传统反派角色艾格曼博士从蒂亚拉·布博斯基和她的父亲手中偷走六枚魔法戒指。不过，据克里斯·森恩所述，直到开发结束时开发团队都仍未为艾格曼博士建造任何模型。

## 开发历史

### 背景
1991年，世嘉日本本部旗下团队Sonic Team开发的初代《索尼克》问世，游戏在北美市场受到欢迎。游戏开发结束后，程序员中裕司和关卡设计师安原广和率领部分员工离开日本，前往美国加利福尼亚，加入世嘉北美分公司旗下的世嘉技术开发研究所（STI）。STI是马克·塞尔尼于1990年新创立的开发部门，旨在将日本精英与美国新秀开发者集结，融合美日两方的游戏设计理念，共同开发游戏。随后由以中裕司为首的日本团队与STI的美国团队合作，共同开发了《刺猬索尼克2》。虽然该作大获成功，但因美日文化差异和语言障碍之故，两地开发者有不少隔阂与矛盾，塞尔尼亦在游戏发售后离开了世嘉及STI。之后几年中，STI的日本团队开发了《刺猬索尼克3》及《索尼克&纳克鲁斯》两款游戏，而美国团队则制作了索尼克衍生游戏《索尼克旋轉球》。《索尼克&纳克鲁斯》完工后，安原广和因与中裕司意见不和而离开STI；不久之后，中裕司也携麾下团队重回日本Sonic Team，开发土星游戏《梦精灵》。中裕司離開STI后，STI几乎只余下美国员工。由于Sonic Team完全投入于《梦精灵》的开发，世嘉将索尼克系列续作的开发任务全权交给STI。

### 土星版开发之前
STI原计划继续为Mega Drive开发传统2D横向卷轴游戏。当时有多项续作开发提案：彼得·莫拉维克（Peter Morawiec）的《刺猬索尼克》动画改编游戏《索尼克-16》提案最为著名，但该计划最终为日本世嘉高层所否决；另一设想《索尼克Crackers》则是后来系列衍生作品《卡歐提斯》的前身。1994年，世嘉推出Mega Drive增强外设Super 32X，希望满足玩家低价体验32位电子游戏的需求，并填补在世嘉土星发售前的市场空窗期。当年年初，北美世嘉高层向STI提出要求：索尼克新作的登陆平台从Mega Drive改为32X。1994年5月，STI首席设计师迈克尔·小坂提出新提案《索尼克火星》，其名“火星”源自32X的代号“火星计划”。设计师兼CGI创作师克里斯·森恩制作了原型动画，供小坂向高层汇报提案。世嘉通过新提案后，STI即刻开始着手开发。
开发团队原计划制作等距视角游戏，但随着3D游戏逐渐成为业界潮流，团队决定新作放弃2D，转而制作3D浮动平台的游戏。团队很快制作出许多游戏原型，向公司高层与中裕司等人演示，但高层看后并不满意，认为游戏图像效果不佳，与其它竞品相比过于简单。高层同时还否定了开发团队的3D化尝试，坚持游戏重点在于呈现系列经典要素；另一方面 ，团队向管理层提出的开发资源请求也时常久久得不到回应。STI还对开发人员提出要求，只有将程序或创意完成到最好，才能继续下一步工作。同时，开发团队缺乏3D游戏开发经验，而32X原型机难以使用，更让开发任务难上加难。种种原因导致《索尼克火星》的开发进度滞后，而中裕司到访STI，看到项目的开发进度时，只留给开发团队一句“祝你们好运”。
1995年3月，因与STI总监迪恩·莱斯特（Dean Lester）间爆发剧烈矛盾，身为项目制作人的迈克尔·小坂离职，导致项目一时无人负责。STI管理层只能仓促将克里斯·森恩成提拔为项目临时制作人，这使得他本就繁重的工作变得更加繁杂。《索尼克火星》开发进度本就不乐观，这次人事变动更让之雪上加霜。而与此同时，推出还不满一年的32X已经因为次世代游戏机的到来和自身游戏库的羸弱而迅速失败。因为32X的商业失败，世嘉也失去了为它打造索尼克新作的兴趣，实际上，世嘉美国高层已经开始考量将《索尼克火星》转移到公司的下一代主机上。
一直以来，美国世嘉都对土星采用双中央处理器及图形处理器的架构颇有微词；在土星开发期间还曾试图与试图与SGI合作，替换土星的图形处理器，但最终被日本世嘉否决。1995年，北美世嘉开始与英伟达合作，试图基于NVIDIA NV1秘密独立开发一款采用卡带作为游戏介质的新游戏机，意与任天堂64竞争。同年秋季，北美世嘉高层要求STI将《索尼克火星》从32X转移到这款卡带游戏机上，並在未知硬件规格且無开发套件的情况下，要求STI的技术总监罗伯特·摩根（Robert Morgan）对项目转移的可能性展開初步评估。STI调集全部门所有人力負責《索尼克火星》转移開發工作，然而因为日本世嘉的反对，这款卡带游戏机随后很快就被北美世嘉放弃，STI在卡带游戏机上的工作也一齐被废弃。当开发团队的首席程序员唐·戈达德（Don Goddard）听闻自己在卡带游戏机上所做的全部工作都将付诸东流时，他愤然退出了《索尼克火星》的开发，并在随后不久彻底离开世嘉。1995年冬，项目被最终转移到世嘉土星，同时被改名为《索尼克X-Treme》。世嘉同时又为这个项目引入了新任制作人麦克·沃利斯（Mike Wallis），但此时开发团队却依旧混乱，据麦克·沃利斯所述，他虽然身为制作人，但却无法直接管理开发团队中的每个小组，因为他不是他们的直属上司。各个小组之间的工作也难以协调，画师在关卡还未定型前就要开始绘制关卡，程序员只能整天无事枯坐，因为他们只能干等到每一寸细节被确定下来才能开工，这样的情况在开发工作转移到土星后也依旧持续，持续严重拖慢着整个项目的推进。

### 土星版的开发

由克里斯·柯芬团队所开发的Boss战回合的截图，该部分使用不同于主要关卡的引擎直接在土星上进行开发。

1995年冬，项目转移到世嘉土星并更名为“X-Treme”，开发团队则分成了两个小组继续制作游戏。一个小组由克里斯·森恩与新任首席程序员奥弗·阿隆（Ofer Alon）领导，负责开发所有Boss战前的主要关卡，另一个小组则由罗伯特·摩根与程序员兼设计师克里斯·柯芬（Chris Coffin）领导，负责开发Boss战回合，新任制作人麦克·沃利斯担任两个小组的监督。两个团队分别使用不同的游戏引擎进行游戏开发。制作Boss战回合的小组使用由克里斯·柯芬开发的“Boss引擎”，但因土星游戏开发难度高，他们的开发工作难以推进。主要关卡制作小组使用由奥弗·阿隆开发的引擎和工具，先后在麦金塔和Windows PC上进行开发；为提高开发效率，他们计划先在Windows PC上完成主要关卡的开发，再将成果移植到土星上。据麦克·沃利斯所称，《X-Treme》的开发用到了世嘉图形库。世嘉要求项目必须在1996年圣诞前完工，这不仅是为了使土星能在当年的圣诞商战中拥有能与竞争对手匹敌的大作，更是为了与世嘉当时准备将与米高梅影业合作推出的索尼克真人电影同步发行。在计划当中，这部电影的剧情将承接在《X-Treme》之后，讲述索尼克和艾格曼博士逃离X-Treme来到现实世界的故事。但由于两家公司没能在分成问题上达成协议，这部电影最终在X-Treme开发终止前即被取消。
虽然游戏场景的构建已经开始，但索尼克在这些场景中的游玩方式却仍未确定。3D环境下视野有限，玩家在操纵索尼克高速移动的情况下，难以看清前方的障碍物和敌人。面对这一游戏设计难题，奥弗·阿隆提出用鱼眼镜头拓宽游戏视野的想法。他还提出了场景旋转的玩法概念，即索尼克在旋转冲刺的状态下击中场景中的特定位置时，整个场景旋转且重力方向也随之而改变。安原广和也参与了《X-Treme》的关卡设计，他贡献了许多幕场景设计，惟大部分内容都未获采用。此时，克里斯·柯芬和罗伯特·摩根的团队则开始制作一些游戏演示，用于在当年E3展会上宣传。在构建Boss战关卡期间，克里斯·柯芬从其他多款世嘉游戏中汲取了灵感，如运用对比色的背光以防止索尼克看起来太过平坦，通过雾化掩盖了不平整的场景边界。
虽然团队还没有拿出太多可供展示的成果，但北美世嘉已经开始为《X-Treme》推广造势，在《Game Players》杂志刊登三篇标题为《索尼克的红鞋日记》的宣传文章。世嘉的宣传带给开发团队巨大压力；克里斯·森恩抱怨道，记者多次请他们展示尚很不完善的半成品。而此时，奥弗·阿隆和克里斯·森恩的团队在将他们的开发成果从PC移植到土星的过程中遇到了麻烦：土星的图形性能不及PC，且游戏开发难度高，奥弗·阿隆难以保证移植版关卡画面达到可玩帧率。于是，在奥弗·阿隆和克里斯·森恩都不知情的情况下，罗伯特·摩根将移植工作外包给了他在同年与他人联合创办的第三方公司Point of View。之后奥弗·阿隆为了避免公司政治干扰，大部分时间都在家工作，但管理层认为他不来办公室是在度假，故将其降职。另外，开发团队中的一些成员也觉得奥弗·阿隆很难相处，不愿与他共事。随后，奥弗·阿隆被罗伯特·摩根頂替。这一人事调整對長期超负荷工作的奥弗·阿隆打击重大，也激怒了与他共同领导团队的克里斯·森恩。
Point of View的加入没有改变《X-Treme》开发上的困境，他们在土星上的开发成果同样也无法在土星上以可玩幀率執行。1996年3月，世嘉日本的高管造访STI，评估《X-Treme》的开发进度，他對Point of View糟糕的移植成果感到失望和憤怒。而克里斯·柯芬团队的开发成果则因为相对而言更好的运行效果和帧率而受到了高管的青睐，他要求整个游戏都要使用克里斯·柯芬的“Boss引擎”重新制作，这意味着奥弗·阿隆和克里斯·森恩团队的全部开发成果都将被弃用，Point of View也因此被从项目中剔除，两个团队也被重新合并。奥弗·阿隆试图向高管展示他效果更佳的新版本X-Treme，但高管未及展示即已离开。之后，游戏以Boss引擎重写，重写版本的代号为“Project Condor”。
面对新一轮变故和愈发紧张的工期，克里斯·柯芬只能加班工作。而同时，奥弗·阿隆和克里斯·森淡出正式游戏制作，转而继续开发PC版本《X-Treme》，意图将其制作为独立的PC游戏，并命名为“索尼克PC”（英語：Sonic PC）。但世嘉PC游戏部门最终否决该提案，原因并非品质不佳，而是该部门只对重制移植游戏感兴趣。提案被打回后，奥弗·阿隆辞职离开世嘉。另一边，在制作人麦克·沃利斯的要求下，为了提高开发效率，STI将包括柯芬在内的项目核心开发人员集合为一个团队，搬到STI旧办公室，以避开公司政治的影响，每天工作十六个小时，专心致志地开发游戏。1996年4月，北美世嘉新总裁伯尼·斯托拉尔听闻《X-Treme》开发陷入困境后，向麦克·沃利斯问及需要什么帮助。于是，开发团队便通过麦克·沃利斯向斯托拉尔提出请求，希望得到Sonic Team开发《梦精灵》所用的引擎。斯托拉尔向他们提供了《梦精灵》的引擎及其源代码，但不久之后又折返要求他们停止使用该引擎，团队数周以来依托该引擎所做的全部成果也尽数白费。
《X-Treme》在1996年6月的E3展会上正式亮相。世嘉在展会上放出的实际内容很少，只有一段基于柯芬的“Boss引擎”所制作的45秒奖励关卡演示。世嘉放出了一段游戏预告片，其中展示了游戏的几个关卡。由于内容不多，《X-Treme》在E3上的亮相反响不大。杂志《MAXIMUM》表示世嘉在展会上给出的可玩演示内容空洞，缺乏互动性，不过其3D效果优秀。日本的《 SATURN MAGAZINE》更表示到E3时游戏完成度只有20%。世嘉随后在8月的年度新闻发布会進而放出《X-Treme》的两个小型演示，一个展示游戏内部分会出现的关卡，另一个则是E3演示的改进版本，其场景更为漂亮，并且有一个可供对抗的头目。虽然世嘉公开了演示和预告，但《X-Treme》开发工作并未重回正轨。相反在这一时期，开发团队士气低落，人员流动率很高。为了能赶在圣诞节前完成项目，开发团队的工作强度被拉到极限，这压垮了项目余下两名主要开发者克里斯·森恩和克里斯·柯芬，两人先后患上严重疾病，被迫退出开发《X-Treme》。前者患病后瘦了25磅，一位护士声称他只能再活6个月，而后者则是患上重度肺炎，同样危及生命。由于这二人，尤其是克里斯·柯芬退出开发，麦克·沃利斯只能通知管理层《X-Treme》无法如期于圣诞节完工发布，该项目因此取消。世嘉起初只是对外声称推迟《X-Treme》发布，但最终还是在1997年初宣布取消《X-Treme》开发。

## 影响
因《X-Treme》取消之故，世嘉土星上没有任何原生《索尼克》系列正作游戏，这被认为是导致土星商业失败的重要因素之一。而在《X-Treme》被取消之后，世嘉另外发行了三部索尼克游戏以填补土星索尼克游戏的空缺，其中两款为移植游戏：其一是被外包给英国公司Traveller's Tales进行开发的Mega Drive游戏《索尼克3D風暴》的土星移植版，其二Mega Drive上四款索尼克游戏的土星移植合集《索尼克嘉年华》。而另外一款则是Sonic Team与Traveller's Tales共同制作的衍生竞速游戏《索尼克R》。世嘉还企图以全新3D游戏《Bug！》填补空缺，不过该游戏评价两极。而在《梦精灵》开发完毕之后，Sonic Team也曾一度计划为世嘉土星开发全新的3D索尼克游戏，但鉴于土星销售的颓势而取消了这一计划，转而专注于为下一代世嘉主机Dreamcast开发游戏。而在《X-Treme》的开发於1996年被中止后不久，世嘉技术开发研究所也在同年年底随着世嘉美国的管理层变动而被解散，之后重组为世嘉美国的产品开发团队。
舆论多对《索尼克X-Treme》开发中止表示遗憾。GamesRadar的大卫·霍顿（David Houghton）认为世嘉土星拥有优质三维索尼克游戏与否的重要性“在某种方面上与恐龙灭绝与否相当”；IGN的塔维斯·法斯（Tavis Fahs）称X-Treme为“索尼克系列、世嘉的32位电子游戏机，以及世嘉本身情势的转捩点”；在世嘉土星生命周期期间经营粉丝向网站的戴夫·西卓科（Dave Zdyrko）则表示：“我不知道《索尼克X-Treme》能不能真的拯救世嘉土星的颓势，但是明明索尼克系列在Genesis时代一直是主机销量的关键要素，为什么世嘉没有在世嘉土星发售前就准备好一款几乎保证可以大幅提升买气的索尼克游戏呢？”。在2007年的一次访谈中，X-Treme的制作人麦克·沃利斯表示游戏“绝对有与《超级马力欧64》一拼的实力” ；不过《Next Generation》于1996年底的报导中称X-Treme的质量可能无法与当时市面上的其他游戏媲美，并表示如果游戏贸然发售将损害世嘉的商誉；中裕司则表示在听闻X-Treme开发中止后觉得放心，其称“游戏质量以我的角度来看并不如预期”。

## 引用
1. ↑  Staff, HG. . Hardcore Gamer. 2015-02-27  [2023-01-31]. （原始内容存档于2023-01-31） （英语）.
2. ↑  Baggatta, Patrick. . Game Players (Imagine Publishing). 1996-07, (86期): 42-44  [2024-09-30]. ISSN 1087-2779.
3. 1 2 3 4 5 6  Fahs, Travis. . IGN. 2008-05-29  [2024-08-18]. （原始内容存档于2017-07-12） （英语）.
4. 1 2  . Intelligent Gamer. No. 1 (Ziff Davis). June 1996: 28–29.
5. 1 2 3 4 5 6  . Sega Saturn Magazine. No. 9. July 1996: 32–33.
6. 1 2 3 4 5 6 7 8 9 10 11 12  . Senntertain. 2008-12-23  [2024-09-21]. （原始内容存档于2011-03-17） （英语）.
7. 1 2 3  Baggatta, Patrick. . Game Players. No. 88 (Imagine Publishing). September 1996: 52–55.
8. 1 2 3 4 5 6 7 8  . sonic-cult.org. 2002-06  [2024-08-26]. （原始内容存档于2009-08-04） （英语）.
9. ↑  . GamePro (IDG). 1996-08, (85): 42. ISSN 1042-8658. OCLC 19231826.
10. 1 2 3 4 5 6  . lostlevels.org. 2004-03  [2024-08-18]. （原始内容存档于2024-07-01） （英语）.
11. 1 2 3  Horowitz, Ken. . McFarland & Company. 2016: 98–102. ISBN 9780786499946.
12. 1 2  . Electronic Gaming Monthly (EGM Media). 1996-08, (87): 112. ISSN 1058-918X.
13. 1 2  Delia, Alex. . Sega Addicts. 2013-09-12  [2024-10-16]. （原始内容存档于2024-07-18） （美国英语）.
14. 1 2 3 4  Baggatta, Patrick. . Game Players (Imagine Publishing). 1996-07, (85期): 38–41  [2024-10-09]. ISSN 1087-2779.
15. 1 2 3 4 5 6 7 8 9  . Edge Online. 2013-04-14  [2024-08-26]. （原始内容存档于2013-04-17） （英语）.
16. 1 2  Day, Ashley. . Retro Gamer. No. 36 (Imagine Publishing). March 2007: 28–33.
17. ↑  Smith, Sean. . Retro Gamer. No. 26 (Imagine Publishing). June 2006: 24–29.
18. ↑  Horowitz, Ken. . Sega-16. 2007-04-20  [2024-10-16]. （原始内容存档于2017-08-16）.
19. ↑  Horowitz, Ken. . Sega-16. 2007-06-11  [2024-10-09]. （原始内容存档于2024-05-19） （英语）.
20. 1 2 3 4 5 6 7 8  Horowitz, Ken. . McFarland & Company. 2016. Changing of the Guard. ISBN 978-1-4766-2557-7.
21. 1 2 3 4 5 6 7  Houghton, David. . GamesRadar. 2008-04-24  [2024-10-09]. （原始内容存档于2013-10-26） （英语）.
22. 1 2  . zephyrx.com. 2008-05. （原始内容存档于2015-07-26） （英语）.
23. ↑  Owen, Luke. . Kotaku UK. 2018-07-06  [2024-09-15]. （原始内容存档于2018-10-23） （英语）.
24. 1 2  Carpenter, Nicole. . Polygon. 2022-03-22  [2024-11-03]. （原始内容存档于2024-07-17） （美国英语）.
25. ↑  Powell, Chris. . Mega Visions. 2022-07-28  [2024-10-09]. （原始内容存档于2023-01-28） （美国英语）.
26. ↑  . Next Generation Online. 1996-12-19  [2024-10-17]. （原始内容存档于1996-12-20）.
27. ↑  . Next Generation Online. 1996-08-15. （原始内容存档于1996-10-27）.
28. 1 2  . Maximum: The Video Game Magazine (Emap International Limited). June 1996, (7): 72–73.
29. ↑  . MAN!AC（德语：M! Games） (Cybermedia). 1996, (07): 19. ISSN 2191-012X.
30. ↑   (PDF). SEGA SATURN MAGAZINE（日语：ゲーマガ）. 1996-06-28, (10): 88. （原始内容 (PDF)存档于2024-08-12）.
31. ↑  . Next Generation Online. 1996-08-16  [2024-10-17]. （原始内容存档于1996-12-20）.
32. ↑  Webster, Andrew. . The Verge. 2015-02-25  [2024-10-28]. （原始内容存档于2024-04-08） （英语）.
33. ↑  Hester, Blake. . Polygon. 2017-03-23  [2024-11-07]. （原始内容存档于2017-06-26） （美国英语）.
34. ↑  Buchanan, Levi. . IGN. 2009-02-02  [2018-08-21]. （原始内容存档于2013-11-11） （英语）. Steven Spielberg, CES 1995: This is the character! This is the character that is going to do it for Saturn!
35. ↑  . Electronic Gaming Monthly. 1995-08, 7 (73): 38 （英语）.
36. ↑  Towell, Justin. . GamesRadar. 2012-06-23  [2014-03-04]. （原始内容存档于2016-03-24） （英语）.
37. 1 2  published, Justin Towell. . gamesradar. 2011-06-27  [2024-11-01]. （原始内容存档于2016-03-24） （英语）.
38. ↑  Sewart, Greg. . 1UP.com. 2005-08-05  [2018-09-15]. （原始内容存档于2014-03-17） （英语）.
39. ↑  . Next Generation. No. 23 (Imagine Media). November 1996: 17 （英语）.